# 노윤천
노윤천(盧允千)은 명종때의 조선의 환관이다.
상선(尙膳, 종2품)을 지냈다.
승전색(承傳色)으로 왕명을 전달한 공으로 1545년 명종 즉위 후 8월에 가자(加資)되었고, 이듬해 정월에 위사원종공신(衛社原從功臣)으로 가자(加資)되었다.
묘는 서울 은평구 진관동 이말산에 위치해 있다.